# Yang Yu
Yang Yu (chiń. upr. 杨雨; chiń. trad. 楊雨; pinyin Yáng Yǔ; ur. 6 lutego 1985 w Hangzhou) – chińska pływaczka specjalizująca się w stylu dowolnym i motylkowym, dwukrotna wicemistrzyni olimpijska, wielokrotna medalistka mistrzostw świata.
Największym jej sukcesem jest dwukrotne wicemistrzostwo olimpijskie w wyścigach sztafetowych 4 x 200 m kraulem i złoty medal mistrzostw świata w Rzymie w 2009 w sztafecie na dystansie 4 x 200 m stylem dowolnym i rekord świata w tym wyścigu (7:42,08 min) oraz również złoto w sztafecie 4 x 100 m stylem zmiennym podczas mistrzostw świata w Barcelonie cztery lata wcześniej. Przez prawie cztery lata była rekordzistką świata na krótkim basenie na dystansie 200 m stylem motylkowym.

## Rekordy świata
| Data             | Miejsce | Konkurencja                        | Rezultat    | Status                                  |
| ---------------- | ------- | ---------------------------------- | ----------- | --------------------------------------- |
| 18 stycznia 2004 | Berlin  | 200 m stylem motylkowym basen 25 m | 2.04,04 min | do 13 grudnia 2007 (Otylia Jędrzejczak) |